# Marie Constant Fidèle Henri d'Hautpoul
Pour les articles homonymes, voir Hautpoul.
 (octobre 2019).
Si vous disposez d'ouvrages ou d'articles de référence ou si vous connaissez des sites web de qualité traitant du thème abordé ici, merci de compléter l'article en donnant les références utiles à sa vérifiabilité et en les liant à la section « Notes et références ».
Marie Constant Fidèle Henri Armand d'Hautpoul (1780 - 1853) est un maréchal de camp de l'Empire et de la Restauration.

## Biographie
Marie Constant Fidèle Henri Amant d'Hautpoul naquit à Lasbordes dans l'Aude le 26 septembre 1780, dans l'une des plus anciennes familles de la province, de Jean-Henry d'Hautpoul-Félines et de Henriette de Foucaud. Il était ainsi membre de la famille d'Hautpoul. Son père, ancien lieutenant-colonel de cavalerie, chevalier des ordres de Malte et de Saint-Louis, avait fait presque toutes les campagnes du maréchal de Saxe et du maréchal de Broglie. La Révolution française empêcha le jeune d'Hautpoul d'être page de Louis XVI. Pendant la Terreur, lui, ses frères (dont César-Henri-Marie-Joseph) et son vieux père aveugle, travaillaient la terre pour vivre, dans un petit village des environs de Versailles, sous la protection d'un maire révolutionnaire. Il était garçon jardinier et allait vendre à Versailles l'excédent des fruits et des légumes qu'il récoltait.
M. d'Hautpoul avait, par précaution, vendu tous ses biens en Languedoc, pour mettre tous ses fonds en dépôt. Un remboursement en assignats, suivi d'une banqueroute, le ruinèrent.
Après la Terreur, le jeune d'Hautpoul eut le bonheur d'avoir pour instituteur l'abbé Claude Liautard, qui fut le fondateur du collège Stanislas. Avec un tel maître, il fit de bonnes études et avança même dans celles des sciences mathématiques ; il fut en même temps élève de cavalerie à l'École d'équitation de Versailles.
En l'an VIII, il fut reçu à l'École polytechnique. Ayant choisi l'artillerie, il fut reçu à l'École d'application de l'artillerie et du génie de Metz. Il entra comme lieutenant dans le 2e régiment d'artillerie à cheval et fit les campagnes de 1803 et de 1804.
Attaché à la cavalerie du prince Murat, il combattit à Ulm et à Austerlitz, et fut nommé lieutenant dans l'artillerie à cheval de la garde impériale. Après les campagnes de 1806 et 1807, il fut nommé membre de la Légion d'honneur le 26 mai 1808.
Il fit la campagne de 1808, en Espagne, sous le général Lariboisière qui le chargea de missions importantes, puis la campagne de 1809 en Autriche, il reçut plusieurs blessures à Wagram, fut nommé capitaine de la Garde, avec rang de chef d'escadron.
En 1810 et 1811, il combattait en Espagne. Officier d'ordonnance de l'Empereur en 1811, il fut chargé d'un grand nombre de missions importantes. Il était auprès de l'Empereur dans la campagne de Russie et faisait partie de la célèbre retraite du maréchal Ney, de Smolensk à Orsza ; à Moscou, l'Empereur l'avait nommé baron de l'Empire avec une dotation en terre dans la Meuse-Inférieure.
En 1813, Napoléon Ier le nomma major (lieutenant-colonel) dans l'artillerie de la Vieille Garde, dont il commanda une partie à la bataille de Lützen, où il fut promu officier de la Légion d'honneur le 16 mai.
Grièvement blessé devant Dresde et menacé d'une amputation, il quitta l'armée après s'être trouvé à toutes les batailles ou combats qui avaient eu lieu de Madrid à Moscou.
En 1814, il commandait les dépôts de la Garde, les recrues et les remontes.
On l'a vu se soutenir encore sur des béquilles, commander les batteries de la Garde et celles du maréchal Mortier dans la plaine de Montmartre à Belleville.
Après l'acte de l'abdication, il offrit ses services à Louis XVIII qui le nomma sous-lieutenant dans les Gardes du corps, compagnie de Wagram ; on le promut colonel et commandeur de la Légion d'honneur le 24 août 1814. Perdit cependant sa dotation de baron, il reprit alors l'ancien titre de son père.
Au 20 mars, il suivit la maison du roi et accompagna les princes jusqu'à la frontière, puis il revint à Paris. L'Empereur lui offrit un commandement qu'il refusa.
Exilé à 30 lieues de Paris, dans une terre que sa femme, Julie Tavernier de Boulongne (veuve du capitaine Godefroy de Walkiers de Gammarage), possédait à Reuilly (Eure), il resta en surveillance pendant les Cent-Jours.
À la seconde Restauration, il fut nommé colonel du régiment d'artillerie à cheval de la Garde et, le 15 septembre 1819, on lui rendit le grade de maréchal de camp et celui de commandeur de la Légion d'honneur.
M. d'Hautpoul a commandé l'École d'artillerie de la Garde et l'École d'application du Corps royal d'état-major ; il a été inspecteur de l'École de Saint-Cyr, membre du conseil de perfectionnement de l'École polytechnique, du jury d'examen de l'École d'application de l'artillerie et du génie de Metz et de la commission de l'organisation de l'École de cavalerie de Saumur.
À la Révolution de 1830, il commandait l'École d'état-major ; il se tint sur la défensive avec ses élèves, se vit forcé dans son hôtel et se retira aux Invalides, qu'il défendit avec le général Latour-Maubourg jusqu'au 30 juillet où cet établissement fut enlevé de vive force.
En 1833, on l'appela à Prague pour remplacer le baron de Damas dans l'éducation du duc de Bordeaux ; il se rendit à Prague ; mais l'éducation franchement libérale qu'il voulait donner au prince ne plut pas au duc de Blacas. M. d'Hautpoul dut se retirer et revenir dans sa famille.
Il meurt le 30 janvier 1853.

### Ecrit
- Souvenirs sur la Révolution, l'Empire et la Restauration. Mémoires inédits pub. par le comte Fleury. 1904, Paris, Emile-Paul, VI-547 pages.,